# Constitution du Royaume-Uni
La constitution du Royaume-Uni est un ensemble de règles constitutionnelles non codifiées issues de la loi, de la jurisprudence, d'usages constitutionnels. Les premières règles établies remontent au Moyen Âge et le Royaume-Uni est aujourd'hui l'un des deux seuls États occidentaux à être resté fidèle à une Constitution largement coutumière. Parmi ces règles coutumières se trouve la démission de l'ensemble du Cabinet lorsque sa politique est remise en cause par les Chambres, ce qui ne figure dans aucun texte.
En vertu du principe de souveraineté du parlement, il n'existe pas de contrôle de constitutionnalité et le parlement conserve juridiquement le pouvoir de modifier par une simple loi les institutions du royaume ainsi que les droits fondamentaux des sujets.

## Origines
Les origines de ces règles sont anciennes :

« La Constitution du Royaume-Uni a commencé à prendre forme dans les temps les plus anciens. Ses origines remontent, selon certains, à 1215, lors de la signature de la Grande Charte par Jean sans Terre. D'autres évoquent la conquête de l'Angleterre par Guillaume de Normandie en 1066. Mais l'on pourrait tout aussi bien prendre pour point de départ les années 449 à 584, lorsque des Angles, des Saxons et des Jutes venant de Germanie y ont établi leurs premiers royaumes, selon les chroniqueurs de l'époque. »

— André Émond, Constitution du Royaume-Uni, Des origines à nos jours

## Textes fondamentaux
Il existe plusieurs textes fondamentaux qui font partie de la constitution :
- la Magna Carta ou Grande charte en 1215 (où le roi renonce à certains pouvoirs au profit des barons et des communes et se déclare lié par la loi, notamment certaines procédures légales, comme l'interdiction de l'emprisonnement arbitraire, complété en 1679 par l'Habeas Corpus) ;
- Bill of Rights ou Déclaration des droits en 1689 (fondant la monarchie constitutionnelle anglaise en accordant des droits fondamentaux aux citoyens et résidents ; à ne pas confondre avec sa version américaine plus connue) ;
- Act of Settlement ou Acte d'établissement en 1701 (organise la succession au trône) et l' Acte de succession à la Couronne de 2013 qui l'amende.
- Parliament Act ou Acte du Parlement en 1911, modifié en 1949 (relatif au pouvoir respectif des deux chambres, qui limite les pouvoirs de la Chambre des Lords au profit de la Chambre des communes) ;
- Fixed-term Parliaments Act ou Loi sur les parlements à durée déterminée en 2011 (fixant les conditions de dissolution de la Chambre des communes). Elle a été abrogée en 2022, la loi précisant qu'il convient de supposer qu'elle n'a jamais été en vigueur en ce qui concerne les dissolutions. Elle a en outre fixé le mandat du parlement à cinq ans, mesure conservée en 2022.

## Autres textes officieux
Peu connus en dehors du Royaume-Uni, il existe également des textes qui, de facto, participent à une forme de codification des usages dans les institutions britanniques :
- Le Manuel du Cabinet[3] (The Cabinet Manual), un recueil de textes qui définissent les usages, les procédures et les pratiques du Gouvernement britannique ;
- le « Traité sur le droit, les privilèges, procédures et usages du Parlement » (Erskine May: Parliamentary Practice), qui définit les usages et procédures au sein du Parlement britannique.

## Proposition de codification
Le 12 septembre 2019, s'exprimant lors d'une conférence au Bingham Centre for the Rule of Law relative au « Processus de Découverte : Ce que le Brexit nous a appris (jusque là) sur le Parlement, la Politique et la Constitution du Royaume-Uni » (« Process of Discovery : What Brexit has taught us (so far) about Parliament, Politics and the UK Constitution »), le Speaker de la Chambre des Communes, John Bercow, estime que le Royaume-Uni se dirige vers une constitution écrite.
Pour le processus de codification, il estime qu'il serait pertinent que la
commission royale ou à la conférence du Speaker réfléchissent à cela. Dans l'intervalle, il pense qu'une loi devrait être adoptée afin de garantir l'autorité du Parlement.

## Impact de la Constitution britannique en droit canadien
En raison du préambule de la Loi constitutionnelle de 1867, qui énonce que « Considérant que les provinces du Canada, de la Nouvelle-Écosse et du Nouveau-Brunswick ont exprimé le désir de contracter une Union Fédérale pour ne former qu'une seule et même Puissance (Dominion) sous la couronne du Royaume-Uni de la Grande-Bretagne et d'Irlande, avec une constitution reposant sur les mêmes principes que celle du Royaume-Uni », différents jugements de la Cour suprême du Canada ont recours à des règles non écrites de la Constitution britannique telle qu'elle existait en 1867 pour fonder la décision. À titre d'exemple, la Constitution britannique a permis d'élucider le principe de l'indépendance judiciaire dans le Renvoi relatif à la rémunération des juges de la Cour provinciale de l'Île-du-Prince-Édouard.